# Флорентински университет
Флорентинският университет (на италиански: Università degli Studi di Firenze, UNIFI) е един от най-крупните и най-старите университети в Италия. Намира се във Флоренция. В него се обучават 51 000 студенти. През 2010 г. университетът заема 328-ро място в света в класацията на най-добрите университети.
Университетът е основан през 1321 г. от Флорентинската република. Признат е от папа Климент VI през 1349 г. Няколко пъти е местен в Пиза. Съвременният университет съществува от 1859 г. През 1923 г. е признат от парламента на републиката.
Има 12 факултета.
- архитектурен
- инженерен
- по изкуствата
- математически, физически и естествени науки
- медицински
- педагогически
- политология
- психология
- селскостопанствен
- фармакологически
- икономически
- юридически